# Tovex

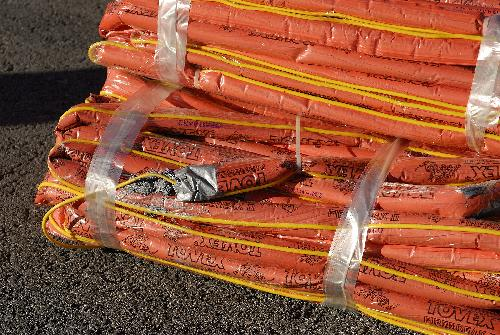
Confezioni dell'esplosivo

Il Tovex è un esplosivo watergel creato dalla DuPont, usato soprattutto nell'industria estrattiva nell'ambito della sismica a riflessione.

## Storia
Nel 1980 la DuPont cede il brevetto dell'esplosivo alla società canadese Explosive Technology International che a sua volta concede una licenza di produzione alla Biafo Industries Limited con sede a Islamabad.
Venne usato nell'attentato di Oklahoma City nel 19 aprile 1995.

## Caratteristiche
Il Tovex è composta da una soluzione acquosa 50/50 di nitrato d'ammonio (NH4NO3) e nitrato di metilammonio (CH6N2O3), sensitized fuel, e altri ingredienti tra cui nitrato di sodio, alluminio e altri metalli atti a rendere più sensibile il detonatore e gelificanti per migliorare la resistenza all'acqua.
La velocità di detonazione (VoD) si aggira tra i 4.000 e i 5.500 m·s−1. La gravità specifica varia tra 0,8 e 1,4. Il Tovex appare come un gel fluido di colore bianco o nero.

## Composizione
- nitrato di sodio
- nitrato d'ammonio
- nitrato di metilammonio
- nitrato di calcio
- alluminio
- olio combustibile No.2
- carbone
- perlite
- diossido di silicio
- 1,2-etandiolo
- gomma di guar